# Amusurgus oedemeroides
Amusurgus oedemeroides är en insektsart som först beskrevs av Walker, F. 1871.  Amusurgus oedemeroides ingår i släktet Amusurgus och familjen syrsor. Inga underarter finns listade i Catalogue of Life.